# Abricó-de-macaco
O abricó-de-macaco (Couroupita guianensis Aubl.; Lecythidaceae) é uma espécie de árvore originária da Amazônia que tem frutos redondos que pendem em cachos e flores exuberantes. É bastante usada em paisagismo urbano e em fazendas. Possui altura média entre 8 e 15 metros, fruto tipo baga, grande e redondo, e suas flores, muito perfumadas, saem diretamente do tronco.

## Outros nomes, grafias e etimologia
Também conhecido pelos nomes populares castanha-de-macaco, cuia-de-macaco, macacarecuia, maracarecuia, amêndoa-dos-andes, amendoeira-dos-andes e coco-da-índia. "Abricó" se originou do francês abricot.
"Castanha" se originou do grego kástanon, através do latim nux castanea, "noz de castanheiro".
"Cuia" se originou do tupi ku'ya.
"Amêndoa" e "amendoeira" se originaram do grego amygdále, através do latim amygdala.

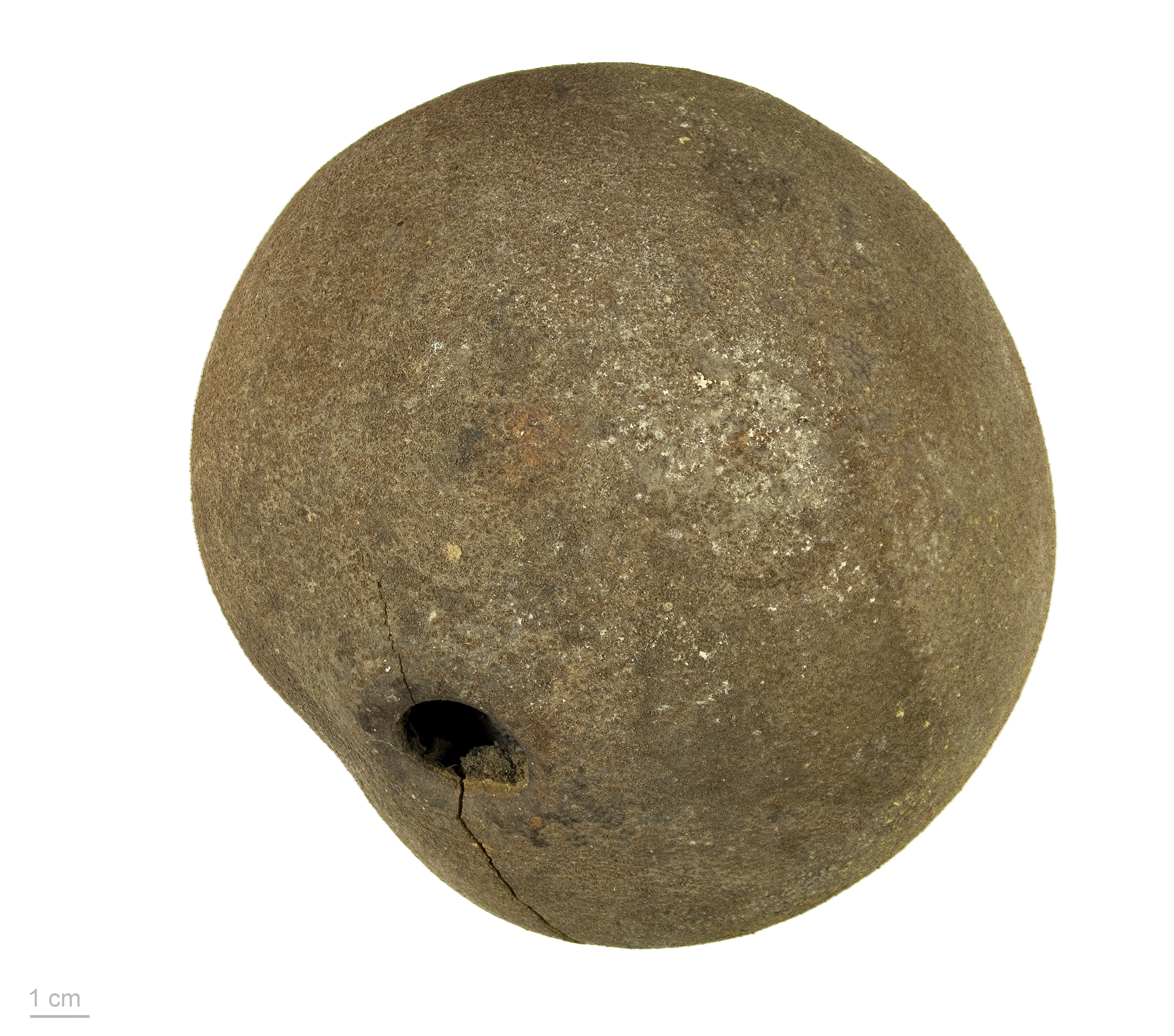
Couroupita guianensis- MHNT

O seu nome científico, Couroupita guianensis, foi dado pelo Botânico francês Jean Baptiste Christophore Fusée Aublet em 1755.
É conhecida pelo nome vulgar cannonball tree, numa referência aos enormes frutos esféricos.

## Ocorrência
Nas Américas do Sul e Central, em regiões tropicais, incluindo toda a Amazônia, na mata semidecídua de terras baixas, em margens inundáveis. Nativa em: Brasil, Colômbia, Costa Rica, Equador, Guiana Francesa, Guiana, Panamá (onde está em perigo crítico), Peru, Suriname, Venezuela.
É amplamente cultivada fora de sua abrangência nativa. Na foto abaixo, tronco da árvore no Jardim Botânico do Rio de Janeiro com os frutos aparentes (caulifloria).

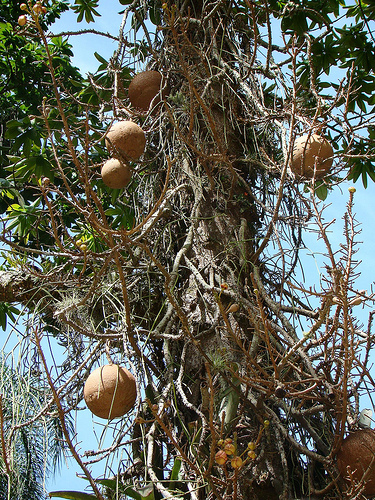